# Claude de Bectoz
Claude de Bectoz (1490-1547) (en religion Scholastique de Bectoz) était une femme de lettres française de la Renaissance.

## Biographie
Ses parents, Jacques de Bectoz et Michelette de Salvaing, étaient bien connus dans le Dauphiné. Elle reçut une éducation soignée, grâce au moine humaniste Denys Faucher. Elle écrira prose et poésie, en français et latin. Épistolière, elle correspondait avec Marguerite de Navarre et son frère François Ier. En 1542, elle entre à l'abbaye bénédictine Saint-Honorat de Tarascon,.

## Œuvre
Il reste seulement trois de ses lettres, et une réponse en vers faite à Bonaventure Des Périers : Response